# Yvan Chevalier
Pour les articles homonymes, voir Chevalier.
Yvan Chevalier, né le 7 août 1976, est un joueur français de rugby à XV, évoluant au poste d'arrière.
Il a successivement joué au Rugby Club Trignacais, avant de rejoindre Bordeaux et le club de Bègles-Bordeaux, puis la Teste de Buch. Ensuite joueur de CA Périgueux, il devient même capitaine et auteur d'un ouvrage sur l'histoire du rugby à Périgueux. Passé par La Rochelle, il est depuis quelques saisons l'arrière du Sporting nazairien rugby en Fédérale 1.